# Verkhnetemernitski
Verkhnetemernitski (en rus: Верхнетемерницкий) és un poble (un possiólok) de l'óblast de Rostov, a Rússia, que en el cens del 2010 tenia 700 habitants, pertany al districte d'Aksai.